# Didier Pain
Pour les articles homonymes, voir Pain (homonymie).

Didier Pain est un acteur et producteur français né le 8 décembre 1947 à Charenton-le-Pont et mort le 10 février 2019 à Bangkok (Thaïlande).

## Biographie
Son père était médecin à Saint-Maur-des-Fossés[réf. nécessaire].
La sœur de Didier Pain, Corinne, est la mère de l'actrice Alysson Paradis et de la chanteuse et actrice Vanessa Paradis. 
Didier Pain a été le manager de cette dernière au début de sa carrière de chanteuse avec 'Joe le taxi'. Il a également produit deux de ses films.
Il est connu pour avoir joué dans La Gloire de mon père et Le Château de ma mère de Yves Robert. On le retrouve également dans des comédies populaires telles que Les Visiteurs de Jean-Marie Poiré.

## Filmographie

### Comme acteur
- 1980 : Le Bar du téléphone : Mammouth
- 1981 : Clara et les Chics Types : un ancien camarade de Charles (le jovial)
- 1983 : Prends ton passe-montagne, on va à la plage : Monsieur Muscle
- 1983 : La Veuve rouge d'Édouard Molinaro (TV) : Édouard Fuchs
- 1983 : Fabien de la Drôme (série TV) : un gendarme
- 1984 : L'Amour en héritage (Mistral's Daughter) de Douglas Hickox / Kevin Connor, (feuilleton TV) : le Patron
- 1984 : Marche à l'ombre : l'infirmier
- 1985 : Le Thé au harem d'Archimède
- 1985 : Lace II (TV) : le pharmacien
- 1985 : European Vacation d'Amy Heckerling : le voleur de caméra vidéo
- 1986 : Médecins de nuit de Jean-Pierre Prévost, épisode : Marie-Charlotte (série télévisée)
- 1986 : Jean de Florette : Eliacin
- 1986 : Nuit d'ivresse : le contrôleur S.N.C.F.
- 1986 : Manon des sources : Eliacin
- 1986 : Les Fugitifs : le maître-chien
- 1986 : La Gageure des trois commères dans la Série rose de Michel Boisrond : le 3e mari
- 1987 : Lévy et Goliath : Bob Gendron
- 1987 : Les Keufs : un flic
- 1988 : Le bonheur se porte large : Tony
- 1989 : Mes meilleurs copains : Lou Bill Baker
- 1989 : La Vouivre : l'homme de l'auberge
- 1989 : Nick chasseur de têtes (feuilleton TV) : Pierre-Henri Richard
- 1990 : La Gloire de mon père : Oncle Jules
- 1990 : Le Château de ma mère : Oncle Jules
- 1991 : Triplex : l'employé solidarité
- 1991 : Veraz : le patron  du Café
- 1991 : Mohamed Bertrand-Duval d'Alex Métayer : le vieux G.O.
- 1992 : Le Bal des casse-pieds : l'homme du marché
- 1993 : Les Visiteurs : Louis VI le Gros
- 1993 : Déclic fatal (Lethal Exposure) (TV)
- 1993 : Justinien Trouvé ou le Bâtard de Dieu : le prévôt
- 1995 : Les hommes et les femmes sont faits pour vivre heureux… mais pas ensemble (TV) : Max
- 1997 : Le Bossu : Passepoil
- 1998 : Dossiers : Disparus (série TV) : René Tudal
- 2000 : Ouvre, c'est papa!
- 2004 : Maigret et la demoiselle de compagnie de Franck Appréderis (TV) : Retailleau
- 2006 : Lettres de la mer rouge (TV) : George Daniel de Monfreid
- 2007 : La Vie à une (TV) : le juge
- 2009 : No Pasaran de Martin & Caussé : le maire Jean Laborde
- 2009 : Rencontre avec un tueur (TV) : Paul Dargent
- 2011 : Brassens, la mauvaise réputation de Gérard Marx : Louis Brassens
- 2014 : Crime en Lozère de Claude-Michel Rome : Mathieu Valière

### Comme producteur
- 1995 : Élisa
- 1997 : Un amour de sorcière

## Théâtre
- 1978 : Les Émigrés, de Sławomir Mrożek, mise en scène de Pierre Lefebvre, Centre dramatique de Tours
- 1978 : Le Roi se meurt, d'Eugène Ionesco, mise en scène Pierre Lefebvre, Centre dramatique de Tours
- 1979 : Le Ménage de Caroline, de Michel de Ghelderode, Centre dramatique d'Orléans
- 1981 : Le Bluffeur de Marc Camoletti
- 1982 : L'Alouette, de Jean Anouilh, mise en scène de Mario Franceschi, Théâtre de la Madeleine
- 1983 : Reviens dormir à l’Élysée, de Jean-Paul Rouland, mise en scène de Michel Roux, Théâtre de la Comédie-Caumartin
- 1983 : Romeliette et Julot, de Jean Canolle, Théâtre de Dix heures
- 1984 : Fils de Butte, mise en scène d'Yves Carlevaris, Théâtre de Dix heures
- 1984 : Repas de Famille, mise en scène d'Yves Carlevaris, Théâtre de Dix heures
- 1985 : Chérie Noire, de François Campaux, mise en scène de (l’acteur, metteur en scène et réalisateur français) Jacques Ardouin
- 1986 : Le Pavé dans l’Écran, de Jean-Paul Rouland et Claude Olivier
- 1987 : Le Malade imaginaire, mise en scène de Philippe Rondest